# 키즈커버리
키즈커버리는 에버랜드의 놀이시설중 하나이다. 에버랜드 내 아메리칸 어드벤처 허리케인 앞쪽에 위치하며, 귀여운 남매가 마을의 낡은 가게에서 만난 '키즈커버리 상자'속으로 빨려들어가 모험을 하게 되는 주제로 운영된다. 총8개의 ZONE으로 구성되어있으며, 어린이의 보호자를 위한 맘스카페와 모유수유 등을 위한 베이비 서비스도 갖추고 있다.
키즈커버리의 모든 조형물은 소프트폼이라는 특수소재를 사용하여 어린이가 마음껏 뛰어 놀수 있도록 만들어져 있으며, 어린이가 좋아하는 비비드한 컬러와 반짝임을 구현했다. 바닥은 푹신한 카펫을 채용하여 마음껏 뛰어 놀 수 있도록 했다. 이러한 점을 인정받아 아시아 최초로 'OK FOR KIDS'인증을 받았으며, 한국 색채대상에서 최우수상을 수상, GOOD DESIGN 마크 획득 등 어린이 뿐만 아니라 부모님까지 안심하고 놀 수 있는 공간을 만들었다. 특히 맘스카페 앞쪽 만 12개월 이하 어린이를 위한 '토들러 존'이 마련되어 있어 영유아 손님들도 다칠 걱정 없이 키즈커버리를 이용할 수 있다.
12개월 이상에서 36개월 미만의 손님들은 별도 5,000원의 이용요금이 부과되며, 36개월 이상의 손님은 자유이용권이 있을 경우 무료로 예약이 가능하다.(자유이용권이 없다면 마찬가지로 5,000원이 부과된다.) 12개월 미만은 무료이다. 100%예약제로 운영되는 시설이다. 키즈커버리 건물 옆쪽에 매표소가 있다.
12시부터 저녁8시까지 1시간 간격으로 예약이 가능하며, 입장 후 45분간 이용할 수 있고 그 이후 퇴장해야 한다. 예약한 시간 15분 전부터 입장이 가능하며, 입장하여 정각(예약한 시간)까지 프리쇼를 관람하고 정각부터 45분간 이용한다.
| 이름      | 키즈커버리(Kizcovery)     |
| 종류      | 놀이시설                  |
| 위치      | 에버랜드 아메리칸어드벤처 |
| 키 제한   | 125cm 미만                |
| 탑승 인원 | 300명(1시간)              |
| 운행 시간 | 45분                      |